# كن جميلا ولكن اصمت
كن جميلا ولكن اصمت (بالفرنسية: Sois belle et tais-toi)‏ هو فيلم فرنسي غير ملون (بالأبيض والأسود)  يصنف من أفلام الجريمة والكوميديا وتم إنتاجه عام 1958، الفيلم من إخراج مارك أليغيري.
يضم الفيلم كلا من آلان ديلون وجان بول بلموندو في دور أعضاء عصابة.
يعرف الفيلم أيضا باسم شقراء للخطر (Blonde for Danger).

## الحبكة
قامت ميلين ديمنجو بدور البطلة، وهي فتاة يتيمة في سن المراهقة تقوم بالهرب من مدرسة الأحداث الإصلاحية (كانت في فرنسا سابقاً وتم إلغاء العمل بها ليحل محلها بيوت الملاحظة حالياً).
بعد الهرب تنضم الفتاة إلى عصابة لصوص باريسية، ثم بعد ذلك وبالصدفة تقابل مفتش شرطة شاب (يقوم بدوره هنري فيدال) وتقع في حبه فيتزوجون لتبدأ عندها حياة كريمة. 
القصة تعرض كيف يصبح معارفها من البيئة الإجرامية سابقاً هم المشتبه بهم في سرقة أحد الجواهر.
عنوان الفلم «كُن جميلا، ولكن اصمت» أصبح أحد العبارات اليومية في الشارع الفرنسي وفي دول عدة وقد تأخذ العبارة عدة صيغ، حيث تستخدم كصورة بلاغية على التمييز على أساس الجنس والامتثال والطاعة.

## الطاقم
- ميلين ديمونجو بدور فيرجيني
- هنري فيدال بدور المفتش جان موريل
- داري كول بدور المفتش جيروم
- بياتريس التاريبا بدور أولغا
- روجر حنين بدور شارلمان
- جان بول بلموندو بدور بييرو
- آلان ديلون بدور «لولو»
- روبرت دالبان بدور مفتش غوترات
- فرانسوا داربون بدور جينو
- غابرييل فونتان بدور الجدة
- رينيه لوفيفر بدور رافاييل

## وصلات خارجية
- كن جميلا ولكن اصمت على موقع IMDb (الإنجليزية)
- كن جميلا ولكن اصمت على موقع روتن توميتوز (الإنجليزية)
- كن جميلا ولكن اصمت على موقع ألو سيني (الفرنسية)
- كن جميلا ولكن اصمت على موقع Turner Classic Movies (الإنجليزية)
- كن جميلا ولكن اصمت على موقع أول موفي (الإنجليزية)
- كن جميلا ولكن اصمت على موقع فيلمافينيتي (الإسبانية)
- كن جميلا ولكن اصمت على موقع قاعدة بيانات الفيلم (الإنجليزية)
- كن جميلا ولكن اصمت على موقع ليتربوكسد (الإنجليزية)
- كن جميلا ولكن اصمت على موقع كينوبويسك (الروسية)